# Cassandra (mythologie)
Cassandra of Kassandra (Grieks: Κασσάνδρα; "zij die mannen/mensen verstrikt/verwart") was een van de dochters van Priamus, de koning van Troje en koningin Hecuba. Cassandra was zo mooi dat de god Apollo zijn bed met haar wilde delen. Cassandra stemde toe, maar wilde daarvoor in ruil de gave om de toekomst te kunnen voorspellen. Zodra Apollo haar wens had vervuld, weigerde Cassandra echter haar belofte na te komen.
Apollo was woest en wilde haar straffen. Maar de goden konden een verleende gave niet ongedaan maken. Apollo vroeg haar nog een laatste kus en spuwde hierbij een vloek in haar mond, waardoor niemand haar zou geloven wanneer ze een voorspelling deed.
Cassandra voorspelde inderdaad een aantal keer de ondergang van Troje en werd door niemand geloofd. Samen met Laocoön waarschuwde ze, eveneens tevergeefs, tegen het binnenhalen van het paard van Troje.

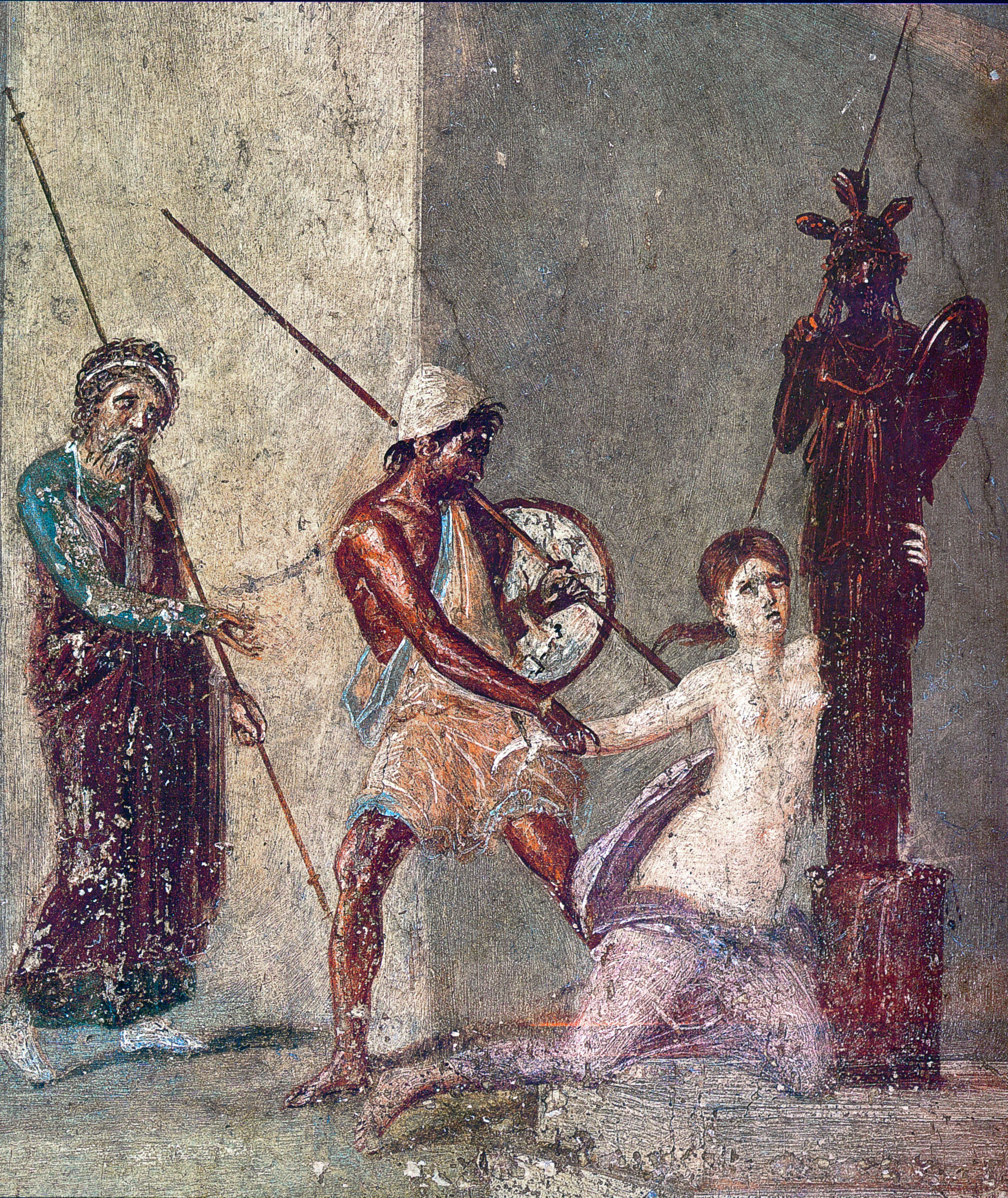
Ajax de Kleine sleept Cassandra weg bij het beeld onder de ogen van haar vader Priamos
Fresco in het 'Huis van Menander' in Pompeï

Bij de inname van Troje zocht zij haar toevlucht tot een beeld van Pallas Athena, maar Ajax de Kleine rukte haar daar wreed van vandaan. Vervolgens werd Cassandra door Agamemnon als oorlogsbuit meegevoerd naar Mykene. Zij waarschuwde hem voor zijn naderende dood, maar werd niet geloofd. Hij werd in bad door zijn vrouw Klytaimnestra met bijlslagen gedood en even later werd Cassandra met dezelfde bijl onthoofd.
Tegenwoordig verwijst de term cassandravoorspelling naar een onheilsvoorspelling die achteraf correct blijkt te zijn; meer in het bijzonder naar het fenomeen dat voorspellingen van onafwendbaar onheil over het algemeen niet geloofd worden, hetgeen de voorspeller in de machteloze situatie plaatst dat hij weet dat er een ramp te gebeuren staat, maar anderen er niet van kan overtuigen het nodige te doen om de schade te beperken.
- Catàleg d'autoritats de noms i títols de Catalunya: 981058620063006706
- Gemeinsame Normdatei: 118560484
- Library of Congress Control Number: no2014085064
- Nationale Bibliotheek van Israël: 987007593126305171
- Système universitaire de documentation: 027643530
- Virtual International Authority File: 74644776
- WorldCat: E39PCjHmkwfmFWjT6X3pQyxDmd